# Hans Meiger von Werde
Hans Meiger von Werde, bekannt als Hans Hammer (auch Hammerer; * 1440–1445; † Sommer 1519) war ein deutscher Steinmetz, Baumeister und Architekt. Er gilt mit seiner dekorativen Ausgestaltung als einer der großen Designer der ausgehenden Gotik. Seine Formensprache ist klar und verständlich, seine handwerklichen Ausführungen von hoher Qualität.

## Leben
Hammer wird im Logenbuch der Steinmetzbruderschaft von Straßburg 1471 genannt, wahrscheinlich das Jahr, in dem er als Geselle in die reformfreudige Stadt am Rhein kam. Laut Otte war von Werde in Franken geboren und zuvor in Wertheim und Basel tätig. Straßburg gilt in dieser Zeit als richtungsweisend in Sachen Steinmetzordnung, die von hier ausgehend Vorbild aller derartiger Vorschriften im Deutschen Reich war. 1482 bekam er die Bürgerrechte der Stadt. Zur gleichen Zeit wurde er Leiter der Bruderschaft. 1478 bis 1481 hielt sich Hammer in Wien und in Ungarn auf. Bei seiner Rückkehr nach Straßburg wurde er zunächst zum Parlier und 1482 zum Meister der Dombauhütte ernannt, verlor 1490 diesen Posten aber wieder, als bekannt wurde, dass er diese Position erfolglos auch in Mailand angestrebt hatte. 
Mit Unterstützung des Straßburger Bischofs Johann Manderscheid-Blankenheim wechselte er ins 40 Kilometer entfernte Saverne, wo Arbeiten an der Stiftskirche Notre-Dame-de-la-Nativité für ihn vorlagen. Inwieweit dieses Bauwerk von ihm ausgeführt wurde, ist heute nicht mehr feststellbar, sicher ist aber die dortige Kanzel ein Werk von Hammer, befindet sich dort sein Steinmetzzeichen H M H 1495. Ab 1513 bis zu seinem Tode ist Hammer von Werde wieder am Straßburger Münster als Hauptverantwortlicher der Dombauhütte tätig. Hans Hammer hinterließ ein umfangreiches Musterbuch, das sich heute in der Herzog August Bibliothek in Wolfenbüttel befindet.
Er war verheiratet mit Margarethe, Tochter des ebenfalls in Straßburg ansässigen Steinmetzes Hans von Erfort und hatten gemeinsam mindestens drei Kinder, von denen Friedrich ebenfalls Steinmetz wurde. Die anderen beiden Kinder, deren Geburtsjahre nicht bekannt sind, hießen Michel und Barbara.

## Werk

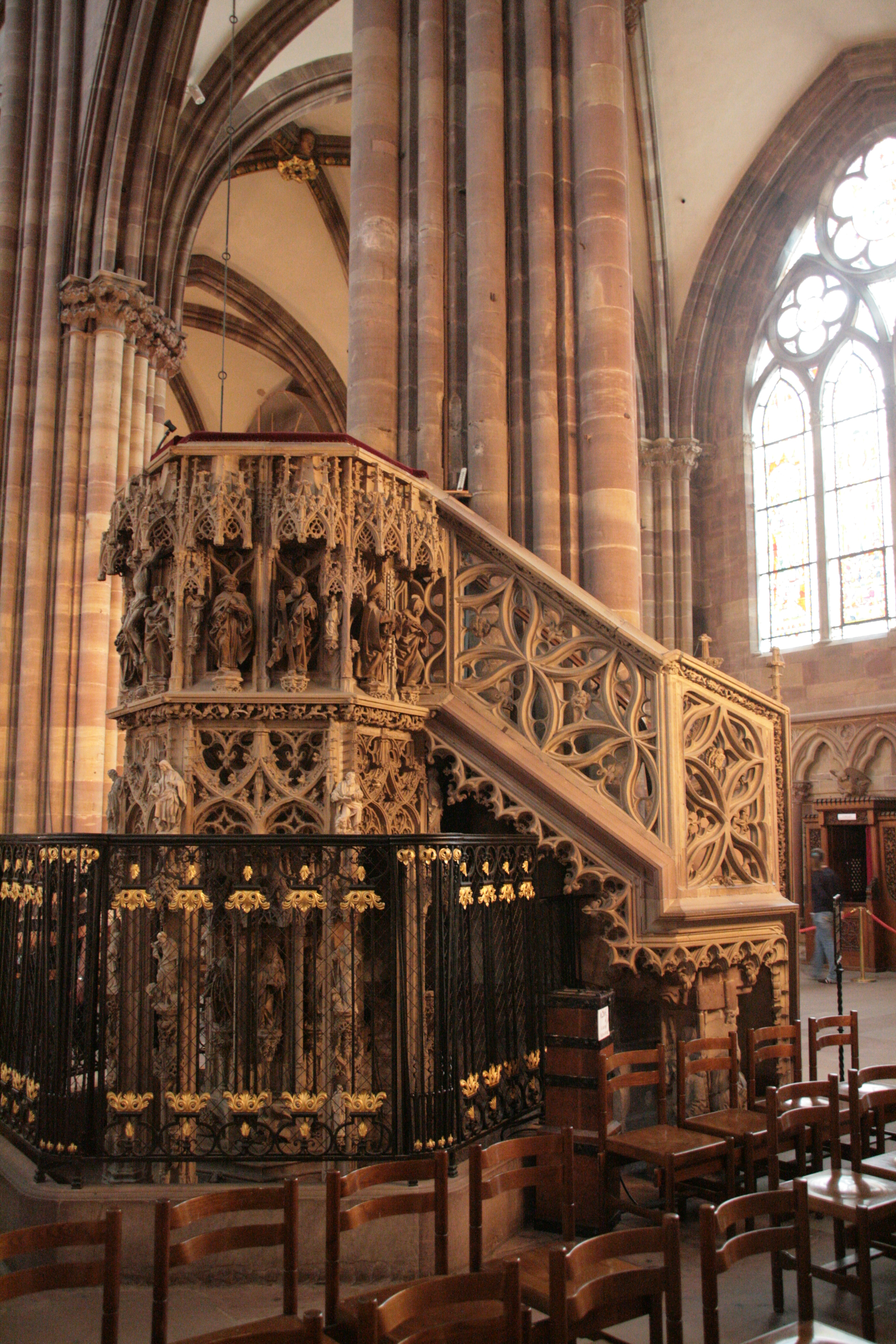
Sandsteinkanzel im Straßburger Münster

Als von Werdes ältestes Werk gilt heute das Tabernakel von Straßburg, das die Zeitläufte nicht überdauert hat sowie die Kanzel im Kirchenschiff, beides Werke vor seiner Ernennung als Meister. Diese Kanzel gilt als eine der schönsten und reich-verziertesten der ausgehenden Gotik. Sie wurde 1485 vollendet, ein Jahr, nachdem sie von ihm zu Papier gebracht worden ist. Die Zeichnung wird heute im Musée de l’Œuvre Notre-Dame ausgestellt. Auf achteckigem Grundriss kragt die Brüstung über die Füße. Zahlreiche, durchbrochene Astrippen zeugen von der hohen künstlerischen und handwerklichen Fähigkeit des Meisters.
Nach seiner Ernennung als Meister strebte von Werde den Bau des Straßburger Südturms an. Bauzeichnungen existieren ebenfalls im Musée de l’Œuvre Notre-Dame. Er lehnte sich mit seinem Entwurf stark an den existierenden Nordturm an, doch erhöhte er den Anteil von Maßwerk und dekorativen Elementen, seine Arbeiten wurden jedoch bald angehalten und später wieder abgebrochen. Auf von Werdes Planung geht auch die Kleine Schatzkammer zurück, ein Raum, der sich hoch oben über dem Eingangsportal zwischen den beiden Türmen befindet und Aufbewahrungsort aller wichtigen Dokumente der Dombauhütte war.
Von Werdes Arbeit abseits des Straßburger Münsters führte zum Bau der Dreifaltigkeitskapelle in der städtischen Kirche Saint-Pierre-le-Jeune protestant. Sie wurde 1492 fertiggestellt und ist ebenfalls von ihm signiert. Auch der dortige Taufstein trägt seine Handschrift. Anschließend baute von Werde auf Wunsch des Straßburger Bischof Albrecht von Bayern die Muttergotteskapelle nördlich an das Kirchenschiff der Kirche Notre-Dame in Saverne. Seine dortige Kanzel stammt von 1495. Sie ist zwar deutlich einfacher gestaltet, trägt aber in Bezug auf Gesamtkonzeption und Filigranität eindeutig seine Machart. Am Übergang der Stufen zur Kanzel ist sein Steinmetzzeichen zu sehen. Eine eher untypische Arbeit ist die Errichtung der Pfarrkirche in Fénétrange nordwestlich von Saverne, das heute zu Lothringen gehört. Die Gestaltung des Bauwerks gehört zu den konventionell-architektonischen, dörflichen Anlagen mit einfachsten Gliederungselementen jener Zeit.
1515, also in von Werdes zweiter Straßburger Schaffenszeit, errichtete er nördlich des Langhauses die Sankt-Martin-Kapelle, die heute St. Laurentius geweiht ist, um ein Gegengewicht zur südlich gelegenen Katharinenkapelle zu schaffen. Diese war bereits hundert Jahre früher gebaut worden. Die Gestaltung der beiden Kapellen wirkt sehr einheitlich mit ihrem Rautengewölbe und den separaten Rauten in der Mittelachse. Seine Liebe fürs Detail kennzeichnet seine letzte große Arbeit. Die Fähigkeit zur Deckengestaltung scheint grenzenlos. Er steht damit ganz in der Tradition anderer großer Baumeister der Straßburger Schule wie Jodok Dotzinger (1400/10–1468) und Alberlin Jörg (1420–1494).